# Berbero (cavallo)
Il berbero è un cavallo di origini nordafricane, noto sin dall'antichità.

## Origini
Le origini di questo cavallo si perdono insieme a quelle delle popolazioni del nord Africa.
Le prime importazioni in Europa si devono ai Romani che li utilizzavano nelle corse al Circo Massimo per via della sua resistenza e alla caccia di fiere feroci e fu spesso utilizzato come cavallo da corsa nei palii, durante il pontificato di papa Paolo II nel XV secolo era il protagonista delle corse di cavalli scossi lungo via del Corso a Roma.
Importante è il suo contributo nella selezione del purosangue inglese: infatti, era Berbero lo stallone Sham, ribattezzato Godolphin Arabian, uno dei tre capostipiti del cavallo da corsa. È ormai allevato nella sua forma originale solo in ristrette zone del Marocco, Algeria e Libia.

## Caratteri morfologici
- Presenta, rispetto a suo cugino il cavallo arabo, un aspetto più robusto, un profilo della testa rettilineo e la groppa pronunciata.
- Altezza al garrese: 1,45-1,55 m

## Carattere
Molto nevrile e coraggioso, ma anche docile.